# Jonas von Elverfeld
Jonas von Elverfeld (* um 1550 vermutlich in Krempe; † nach 1611) war ein Dichter und Verwaltungsbeamter.

## Leben
Jonas von Elverfeld war vermutlich ein Sohn von Johann Knipmann aus Elberfeld. Dieser wirkte ab 1544 als Pastor in Krempe, wechselte 1558 nach Marne und 1560 nach Meldorf. Er starb 1574. Quellen, die ihm den Stand eines „Eques holsatus“ zuschreiben, sind sicherlich nicht korrekt.
Von Elverfeld zog 1564 nach Hamburg. Ein Grund hierfür könnte eine dortige Schulausbildung sein. 1571 schrieb er sich an der Universität Jena ein und schloss sich später Heinrich Rantzau an. Um 1590 arbeitete er in Neumünster. Später wirkte er als herzoglicher Land- und Dingschreiber von Karrharde. 1598 schrieb er hier ein Hochzeitsgedicht für J. Mauritius. 1609 verfasste er die Pharmaceutuce Davidica, in deren Vorrede er angab, Frau und Kinder zu haben.

## Werke
Von Elverfeld schuf lateinische Lyrik, darunter einige längere Huldigungsgedichte, die einzeln erschienen. Hinzu kamen viele Kurzgedichte, die von seiner Nähe zu Heinrich Rantzau und dem Cimbern-Kult zeugen. Ab etwa 1590 erarbeitete er eine Sammlung von Epigrammen, die er Königen, Herzögen und Adelsgeschlechtern sowie Städten, Ämtern und Inseln der Herzogtümer widmete. Heinrich Rantzau verfasste hierzu Erläuterungen und finanzierte 1592 dessen Publikation als Buch mit dem Titel De Holsatia.
Darüber hinaus schrieb von Elverfeld Distiche, bei denen es sich immer um Lobgedichte auf Helden der Cimbern handelte. Dabei bearbeitete zwei Texte aus den Gesta Danorum, die die Titel Alf und Alvilda sowie Hagbart und Signe trugen. Diese Werke erschienen erst weit nach seinem Tod 1739 als Anhang der Cimbrica Chersonesi … descriptio nova, die Rantzau 1579 geschaffen hatte.
Von Elverfeld verfasste auch deutsche Texte, bei denen es sich ausschließlich um geistige Lyrik handelte. Dabei dichtete er Psalmen nach und kreierte mehrere geistliche Lieder, die er ganz in der Tradition des Volksliedgutes des 16. Jahrhunderts hielt. Die Musikstücke sind sangbar und stellen mitunter Kontrafakturen weltlichen Liedguts dar. Nur Titel, Vorrede und Einleitungen der Stücke gestaltete er im Stil des gelehrten Manierismus und verwendete dabei medizinisch-pharmazeutische Metaphern.